# 9295 Donaldyoung
9295 Donaldyoung este un asteroid din centura principală de asteroizi.

## Descriere
9295 Donaldyoung este un asteroid din centura principală de asteroizi. A fost descoperit pe 2 septembrie 1983 la Stația Anderson Mesa de Edward L. G. Bowell. El prezintă o orbită caracterizată de o semiaxă mare de 2,39 ua, o excentricitate de 0,14 și o înclinație de 6,3° în raport cu ecliptica.